# Martin Schildt
Martinus (Martin) Schildt, eigenlijk Martinus Schilt, (Rotterdam, 29 augustus 1867 - aldaar, 14 juni 1921) was een Nederlandse kunstschilder en tekenaar. Hij signeerde zijn werk als M. Schildt.

## Leven en werk
Schildt was een zoon van timmerman Cornelis Schilt (1839-1870) en Rijnhardina Johanna Geuken (1840-1910). Hij was aanvankelijk kunstlakker bij de firma Nooijen in Rotterdam (1880-1893). Hij volgde naast zijn werk de avondopleiding van de Academie van Beeldende Kunsten en Technische Wetenschappen en was vanaf 1893 als kunstschilder actief. Als kunstenaar gebruikte hij de naam Schildt, met -dt. Hij schilderde onder andere genrevoorstellingen, portretten, interieurs, stillevens en stadsgezichten.
Hij ontving vier jaren achter elkaar de Koninklijke Subsidie voor Vrije Schilderkunst (1893-1897). In 1895 won hij een prijsvraag van de Rotterdamse academie met zijn schilderij Tevredenheid. Hij was lid van Arti et Amicitiae en Pulchri en exposeerde meerdere malen. Hij won een zilveren medaille op de Wereldtentoonstelling in Parijs (1900) en goud bij de Internationale tentoonstelling in München (1901). Schildt gaf ook les, hij was leermeester van J.J. Brouwers, E.A. Jansen en Leo Ponse.
Schildt werd in 1917 getroffen een beroerte en werd later blind. Hij overleed in 1921, op 53-jarige leeftijd. Zijn atelier aan de Groenendaal 50 werd overgenomen door Henri Minderop.

## Werken (selectie)

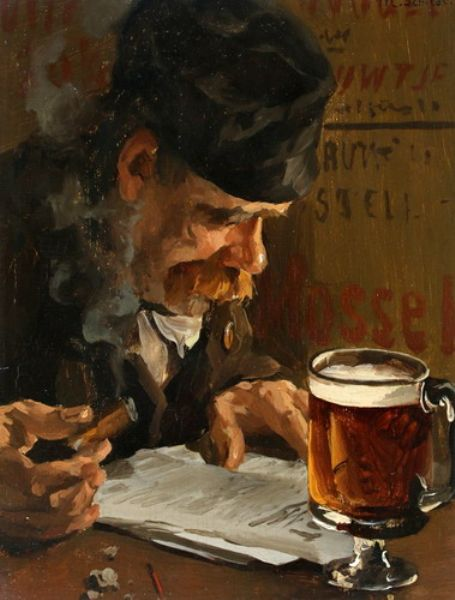
Visser met biertje en sigaar
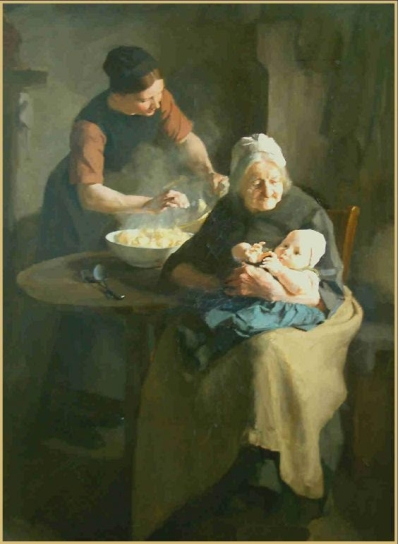
Drie generaties
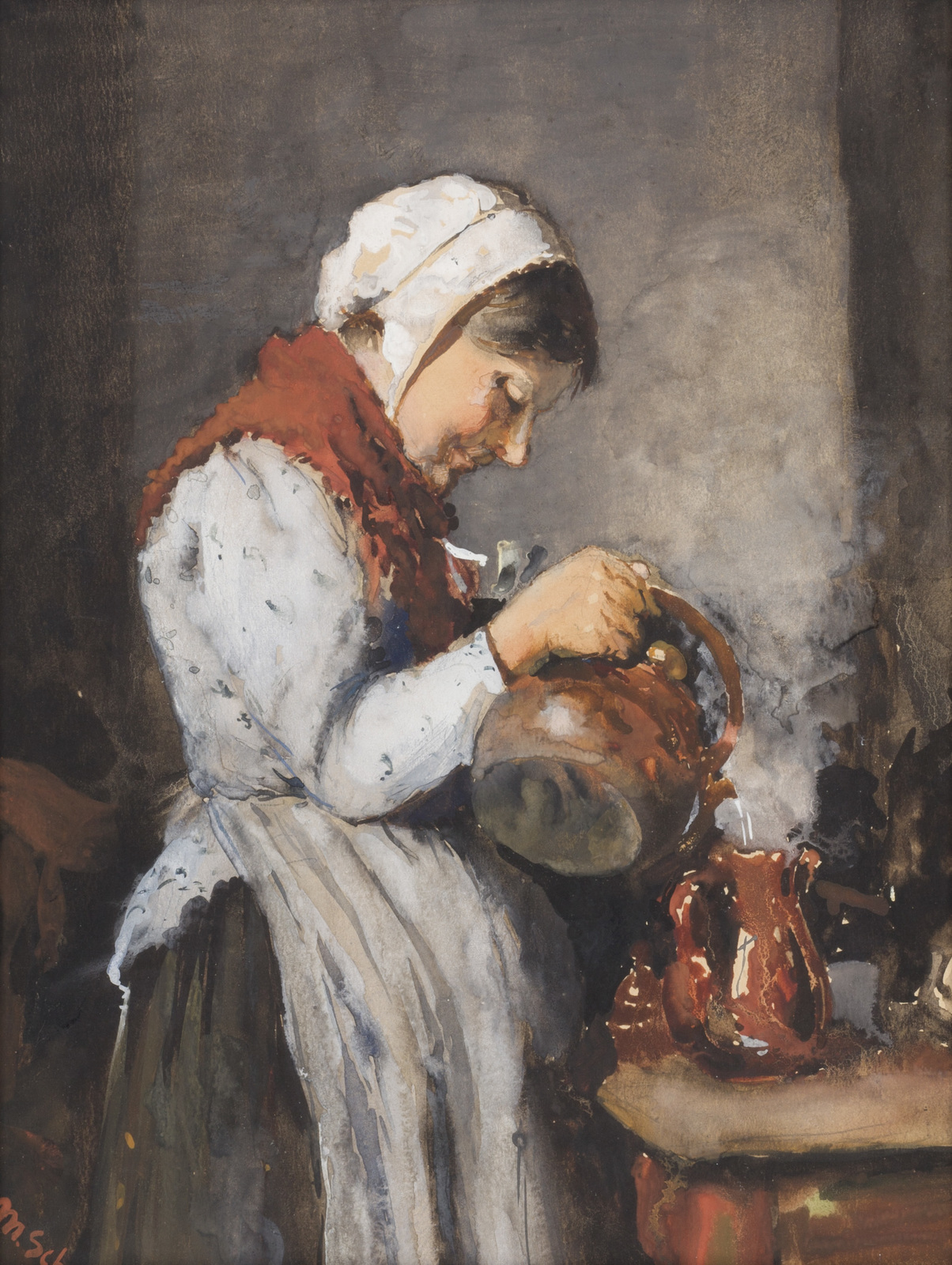
Koffie opschenken (1897), rijkscollectie (RCE)
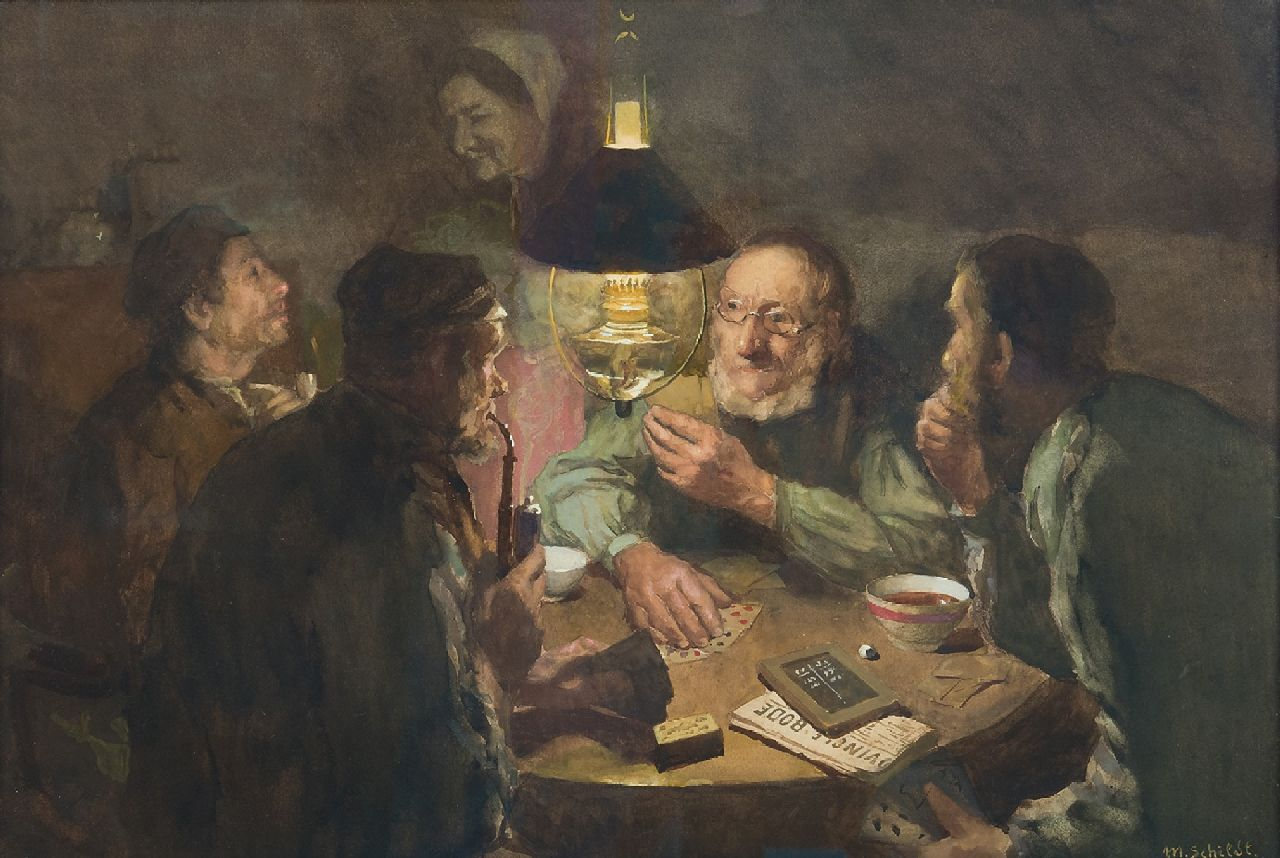
De Kaartspelers
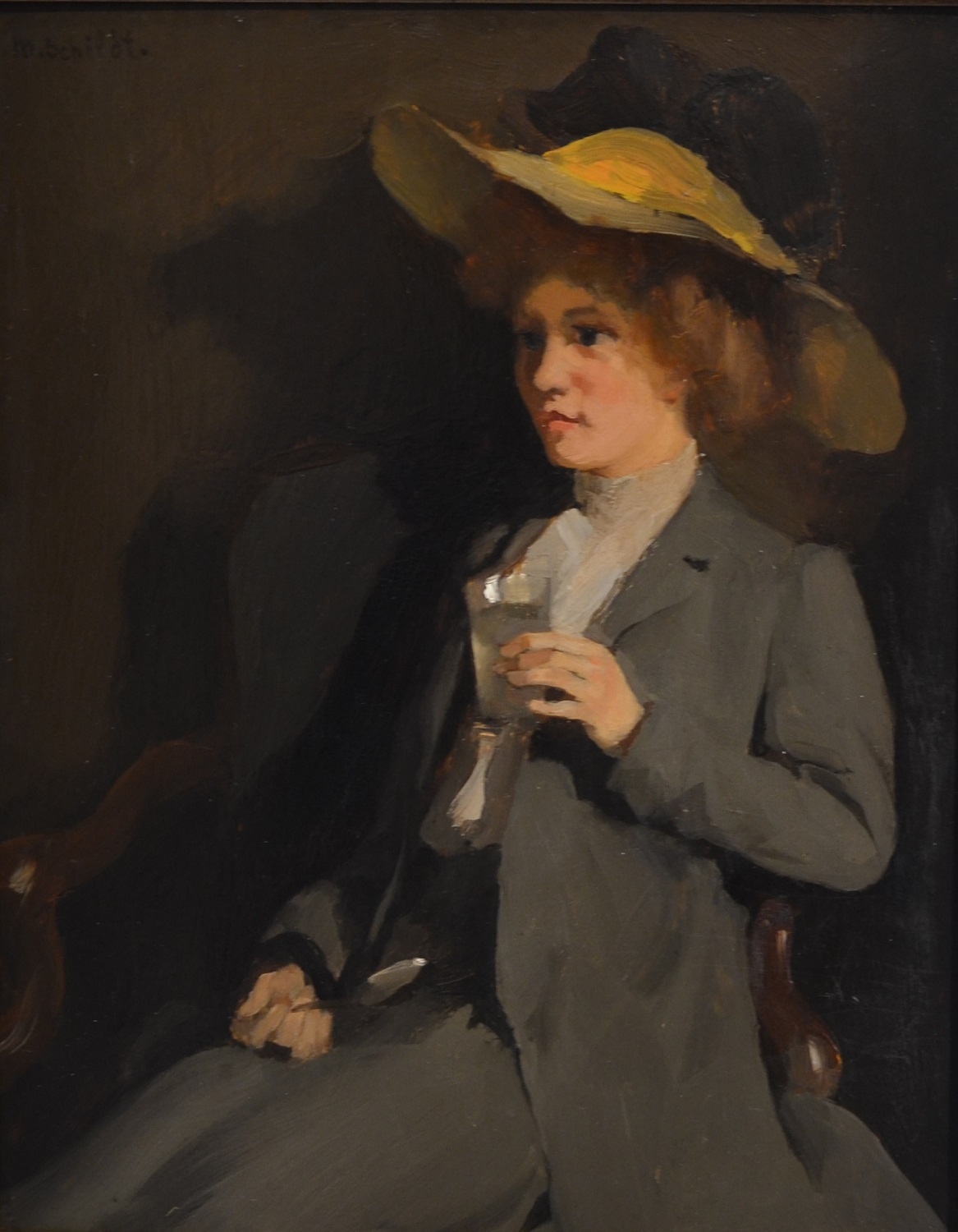

- Biografisch Portaal: 78583680
- RKD-Nederlands Instituut voor Kunstgeschiedenis: 90085
- Union List of Artist Names: 500104178
- Virtual International Authority File: 96456323